# Zentrale Ethikkommission
Die Zentrale Ethikkommission (ZEKO) – mit vollem Namen Zentrale Kommission zur Wahrung ethischer Grundsätze in der Medizin und ihren Grenzgebieten – ist ein Gremium der Bundesärztekammer (BÄK).
Der Vorstand der Bundesärztekammer beschloss am 18. März 1994 die Einrichtung einer unabhängigen und multidisziplinär zusammengesetzten Zentralen Ethikkommission, die im Juli 1995 ihre Arbeit aufnahm. Aufgaben und Zusammensetzung der ZEKO sind in einem Statut festgelegt. Demnach ist die ZEKO in ihrer Meinungsbildung und Entscheidungsfindung unabhängig und der Werteordnung des Grundgesetzes und der ärztlichen Ethik verpflichtet. Eine der Hauptaufgaben der bis zu 16 Mitglieder umfassenden Kommission ist es, „Stellungnahmen zu ethischen Fragen abzugeben, die durch den Fortschritt und die technologische Entwicklung in der Medizin und ihren Grenzgebieten aufgeworfen werden und die eine gemeinsame Antwort für die Bundesrepublik Deutschland erfordern“, sowie „in Fragen, die unter ethischen Gesichtspunkten im Hinblick auf die Pflichten bei der ärztlichen Berufsausübung von grundsätzlicher Bedeutung sind“.
Die Zentrale Ethikkommission hat sich in Stellungnahmen u. a. zur Forschung mit nicht-einwilligungsfähigen Personen (1997), zur Stammzellforschung (2002), zur Forschung an Minderjährigen (2004) sowie zum Forschungsklonen (2006) geäußert.